# Vale (album)
Vale je páté studiové album americké post-hardcorové skupiny Black Veil Brides. Album vyšlo v roce 2018.

## Seznam skladeb
| Pořadí         | Název                          | Délka |
| -------------- | ------------------------------ | ----- |
| 1.             | Incipiens Ad Finem             | 0:21  |
| 2.             | The Last One                   | 4:41  |
| 3.             | Wake Up                        | 2:42  |
| 4.             | When They Call My Name         | 3:45  |
| 5.             | The Outsider                   | 3:46  |
| 6.             | Dead Man Walking (Overture II) | 8:34  |
| 7.             | Our Destiny                    | 3:24  |
| 8.             | The King of Pain               | 4:30  |
| 9.             | My Vow                         | 2:48  |
| 10.            | Ballad of the Lonely Hearts    | 3:51  |
| 11.            | Throw the First Stone          | 4:05  |
| 12.            | Vale (This Is Where It Ends)   | 4:10  |
| Celková délka: | Celková délka:                 | 46:37 |

## Sestava
- Andy Biersack – zpěv
- Jake Pitts – sólová kytara
- Jinxx – rytmická kytara, doprovodný zpěv
- Ashley Purdy – basová kytara, doprovodný zpěv
- Christian "CC" Coma – bicí